# شاپرکان بال‌آرایشی
شاپرکان بال‌آرایشی (به لاتین: Cosmopterigidae) یک خانواده از حشرات (شب‌پره‌های آرایشی) از راسته پروانه‌سانان هستند. این پروانه‌های کوچک با بال‌های باریک هستند که لاروهای ریز آنها در داخل از برگ‌ها، دانه‌ها و ساقه‌های گیاهان میزبان تغذیه می‌کنند. حدود ۱۵۰۰ گونه توصیف شده‌است. این خانواده آرایه‌شناسی در منطقه استرالیا و اقیانوس آرام با حدود ۷۸۰ گونه متنوع‌ترین خانواده است.